# Margherita da Città di Castello
Margherita da Città di Castello (Metola, 1287 – Città di Castello, 13 aprile 1320) è stata una religiosa e mistica italiana. Beatificata nel 1609, è stata proclamata santa per equipollenza da papa Francesco nel 2021.

## Biografia
Nata cieca e deforme fu rifiutata dalla famiglia e chiusa in una cappella tra i boschi per nove anni, vivendo di preghiere e privazioni che ne affinarono la spiritualità.
In un anno imprecisato, ma dopo il 1292, fu condotta dai genitori a Città di Castello per ottenere il miracolo della guarigione mediante l'intercessione del frate francescano Giacomo da Città di Castello, morto in odore di santità. La guarigione non ci fu e la giovane venne lasciata a Città di Castello.
Dopo un periodo trascorso insieme ai poveri della città, entrò in monastero, ma il suo rigore non fu accettato dal lassismo delle altre suore, che la allontanarono. Fu allora accolta da una famiglia, presso la quale avrebbe trascorso il resto della sua vita.
Indossò in seguito l'abito del Terzo Ordine Domenicano, dividendosi tra la preghiera, l'assistenza ai malati e ai poveri. Morì il 13 aprile 1320 a Città di Castello.
Le si attribuivano miracoli, levitazioni e la visione di Cristo incarnato al momento dell'elevazione. Il suo corpo incorrotto si venera nella chiesa di San Domenico a Città di Castello.

## Culto
Papa Paolo V nel 1609 concesse il culto della beata, e ne fu fissata la memoria liturgica il 13 aprile.
Nel 1988 è stata riconosciuta patrona dei disabili per le diocesi di Città di Castello e Urbino - Urbania - Sant'Angelo in Vado.
Papa Francesco l'ha proclamata santa il 24 aprile 2021 per canonizzazione equipollente.
Vi sono due Parrocchie domenicane negli Stati Uniti con altari dedicati alla Santa: St. Louis Bertrand Church a Louisville, Kentucky, e St. Patrick Church a Columbus, Ohio.
(Martirologio Romano)